# Lubuk Rukam (Peninjauan)
Lubuk Rukam is een bestuurslaag in het regentschap Ogan Komering Ulu van de provincie Zuid-Sumatra, Indonesië. Lubuk Rukam telt 2945 inwoners (volkstelling 2010).